# Nivenia
Nivenia és un gènere de plantes amb flor de la família de les iridáceas que va ser descrit per primera vegada com un gènere l'any 1808. Pertany a un grup de gèneres, juntament amb Klattia i Witsenia, conegut com a "iridàcies llenyoses". Les plantes d'aquest petit grup creixen fins a formar arbustos amb tiges llenyoses. Les espècies del gènere estan restringides en la distribució a una zona de la província del Cap de Sud-àfrica.
El nom del gènere és un homenatge al botànic escocès James Niven (1774-1826), un dels primers en anomenar el gènere.
Espècies
1. Nivenia argentea Goldblatt
2. Nivenia binata Klatt
3. Nivenia concinna N.E.Br - Viljoens Pass
4. Nivenia corymbosa (Ker Gawl.) Baker
5. Nivenia dispar N.E.Br - Olifantskloof
6. Nivenia fruticosa (L.f.) Baker - Langeberg Mountains
7. Nivenia inaequalis Goldblatt & J.C.Manning[2]
8. Nivenia levynsiae Weim.
9. Nivenia parviflora Goldblatt
10. Nivenia stenosiphon Goldblatt
11. Nivenia stokoei (L.Guthrie) N.E.Br. - Caledon